# Ranunculus perpusillus
Ranunculus perpusillus är en ranunkelväxtart som beskrevs av Merrill och Perry. Ranunculus perpusillus ingår i släktet ranunkler, och familjen ranunkelväxter. Inga underarter finns listade i Catalogue of Life.